# Vilhelmina (plaats)
Vilhelmina (Zuid-Samisch: Vualtjere) is de hoofdplaats van de gemeente Vilhelmina in het landschap Lapland en de provincie Västerbottens län in Zweden. De plaats heeft 3633 inwoners (2005) en een oppervlakte van 324 hectare.

## Naam
Vilhelmina is, net als de gemeente Dorotea, vernoemd naar Frederica Dorothea Wilhelmina van Baden (1781-1826), gemalin van de Zweedse koning Gustaaf IV Adolf.

## Verkeer en vervoer
Bij de plaats lopen de Europese weg 45 en Länsväg 360.
Vilhelmina ligt aan de spoorlijn Inlandsbanan en is er een treinstation.

## Geografie
Tot 1799 heette Vilhelmina Volgsjö (zie ook de Samische naam), hierna werd de naam veranderd in het huidige Vilhelmina. De Europese weg 45 stuit hier op het Volgsjön, een meer in de stroming van de brede rivier de Ångermanälven. Vanuit het noorden via de E45 komend moet je een soort Posbank over, een pukkel in een verder moerasgebied. Overige wegen vanuit Vilhelmina gaan grote onbevolkte gebieden in, behalve de Länsväg 360 naar Lycksele (115 km). Gaande van noord naar zuid merk je dat de afstanden tussen de diverse dorpen vanaf hier korter worden, tussen de dorpen is het nog steeds zo goed als onbevolkt.

## Afbeeldingen

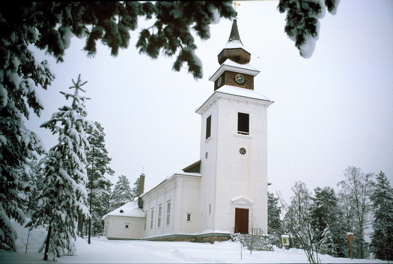
De Kerk
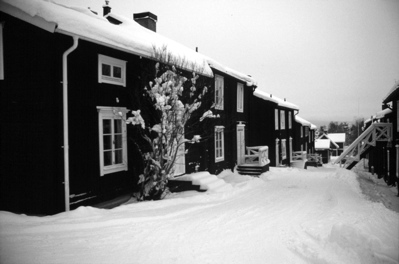
Straatje in Vilhelmina
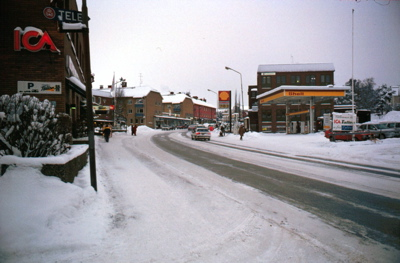
Het centrum ter hoogte van de Volgsjövägen

Bestuurscentrum: Vilhelmina (Tätort)
Småort: Bäsksele · Dikanäs · Klimpfjäll · Latikberg · Laxbäcken · Lövliden · Malgovik · Meselefors · Nästansjö · Saxnäs · Skansholm · Storseleby
Overig: Aronsjö · Fatmomakke · Kittelfjäll · Siksjönäs · Stalon · Strömnäs · Svannäs